# Magnus Wassén
Sten Magnus Wassén (1 de septiembre de 1920-23 de junio de 2014) fue un deportista sueco que compitió en vela en la clase 5.5 Metre. Fue hermano del también regatista Folke Wassén.
Participó en los Juegos Olímpicos de Helsinki 1952, obteniendo una medalla de bronce en la clase 5.5 Metre.

## Palmarés internacional
| Juegos Olímpicos | Juegos Olímpicos     | Juegos Olímpicos  | Juegos Olímpicos |
| Año              | Lugar                | Medalla           | Clase            |
| ---------------- | -------------------- | ----------------- | ---------------- |
| 1952             | Helsinki (Finlandia) | Medalla de bronce | 5.5 Metre        |